# Papaipema birdi
Papaipema birdi là một loài bướm đêm trong họ Noctuidae.